# نايف سلوم

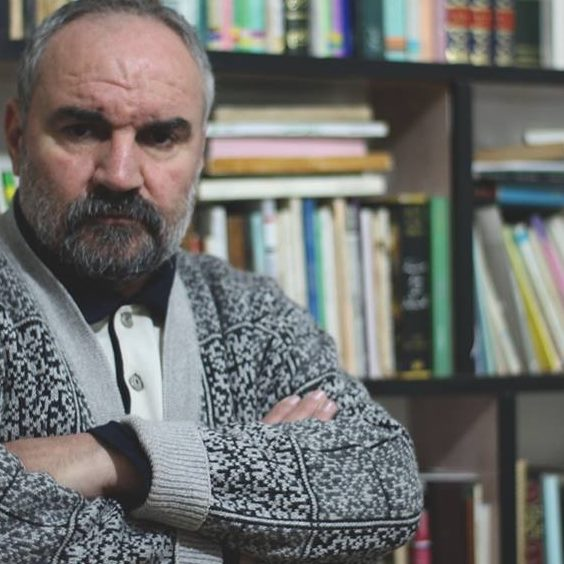
الباحث والناقد والمفكر د.نايف سلوم

نايف سلوم (4 يوليو 1961 - ) مفكر ماركسي عربي. كاتب وناقد وباحث وطبيب سوري يعد من الكتاب البارزين في الماركسية والمسألة القومية العربية الديمقراطية ونقد التراث القومي العربي ومنه الديني.

## نشأته ودراسته
من مواليد حمص – فاحل درس في ثانويتها العامة ثم التحق بجامعة دمشق لدراسة الطب البشري سنة 1979. تخرج من كلية الطب في دمشق وعمل متعاقداً مع وزارة الصحة.

## العمل السياسي
أسس ما يسمى "التجمع الماركسي الديمقراطي-تمد" 2003 وكان سكرتيره العام. وقد ساهم (تمد) في تأسيس تجمع اليسار الماركسي في سوريا (تيم) 2007. وهو من المشاركين الأساسيين في جريدة تيم (طريق اليسار) ومجلته النظرية (جدل). اعتقل في الأول من تشرين الأول /أكتوبر 2011 على خلفية الاحتجاجات السورية.

## نبذة عن مساهماته في نقد التراث القومي العربي:
```
لقد كتب في مقالته الهامة "
الماركسية
 في عود إلى 
نقد الدين
": "إن ظهور مقالات 
انجلز
 بخصوص نقد الدين واستحضار برونو بوير من جديد، يشير إلى أن هذا النقد للدين في 
اوروبا
 لم ينته، فكيف والحال عندنا نحن العرب. وما مقالتي انجلز "برونو بوير والمسيحية الأولية 1882"، و "اسهام في 
تاريخ المسيحية
 الأولى الأولية 
1894
" إلا دليل على ذلك. إضافة إلى أقوال كاوتسكي سنة 
1908
 في تقديمه لكتابه "دراسة في أصول 
المسيحية
"
[
1
]
```

## أعماله
له العديد من المؤلفات. ويكتب في العديد من الصحف كجريدة الأخبار اللبنانية وغيرها من المجلات العربية وله الكثير من المقالات التي ساهمت في النقد الاجتماعي السياسي والنقد الأدبي الروائي والمسرحي.

## مؤلفاته
- - كتاب فصام العقل 1994 دار المعارف.
- - ما بعد الحداثة -مقالات في النقد الفلسفي 1998 دار التوحيدي للنشر.
- - في القول السياسي (1) 1999 دار التوحيدي للنشر بحمص.
- - الأبعاد الستة -قراءة الهوية لـ "كونديرا" بالمقتطف 2000 دار التوحيدي للنشر.
- - في القول السياسي -2 2003 دار التوحيدي للنشر.
- - في الفهم المادي للتاريخ (مدخل إلى الأيديولوجية الألمانية) 2003 دار التوحيدي للنشر.
- - "علم الديالكتيك والمذهب الوضعي" 2009 عن دار نور دمشق.
- - "نقد النساء-قراءة في تراجيديا عابدات باخوس" 2016 دار التوحيدي حمص.
- - كتاب "أوزبر جبرائيل-تفسير رواية عزازيل" 2016 دار التوحيدي حمص.
- - "ديوان الأفكار" 2021 منشور في المكتبات الإلكترونية.
- - "ديوان فاوست" 2021 منشور في المكتبات الإلكترونية.
- - "حديث اليوم الآخر" 2021 منشور في المكتبات الإلكترونية.
- - "مقالات في نقد الأدب" 2021 منشور في المكتبات الإلكترونية.
- - المُعْجزة، مقدمة جديدة (الشَّذْرات والنُّكت في السيرة المحمدية) 2022 منشور في المكتبات الإلكترونية.
- - رسالة في الغنوصية 2022 منشور في المكتبات الإلكترونية.
- - رسالة في نظرية اللوغوس عند فيلون الاسكندري
- - رسالة في العقل الفعال
- - نقد الفرويدية